# Beta Leporis
Beta Leporis (Nihal (Nibal), 9 Leporis) é uma estrela na direção da Lepus. Possui uma ascensão reta de 05h 28m 14.73s e uma declinação de −20° 45′ 33.2″. Sua magnitude aparente é igual a 2.81. Considerando sua distância de 159 anos-luz em relação à Terra, sua magnitude absoluta é igual a −0.63. Pertence à classe espectral G5II.